# Шестаки (Кунгурский район)
Шестаки — деревня в Кунгурском районе Пермского края в составе Кыласовского сельского поселения.

## География
Находится в северной части Кунгурского района у озера Кузнецовское менее чем в 1 километре от села Кыласово на запад.

## Климат
Климат умеренно-континентальный с продолжительной снежной зимой и коротким, умеренно-тёплым летом. Средняя температура июля составляет +17,8 °С, января −15,6 °С. Среднегодовая температура воздуха составляет +1,3 °С. Средняя продолжительность периода с отрицательными температурами составляет 168 дней и продолжительность безморозного периода 113 дней. Среднее годовое количество осадков составляет 539 мм.

## История
Деревня известна с 1782 года как деревня Шестакова.

## Население
Постоянное население составляло 5 человек в 2002 году (100 % русские), 1 человек в 2010 году.